# Suctobelbella elegantula
Suctobelbella elegantula är en kvalsterart som först beskrevs av Hammer 1958.  Suctobelbella elegantula ingår i släktet Suctobelbella och familjen Suctobelbidae. Inga underarter finns listade i Catalogue of Life.